# Sternweilerhof

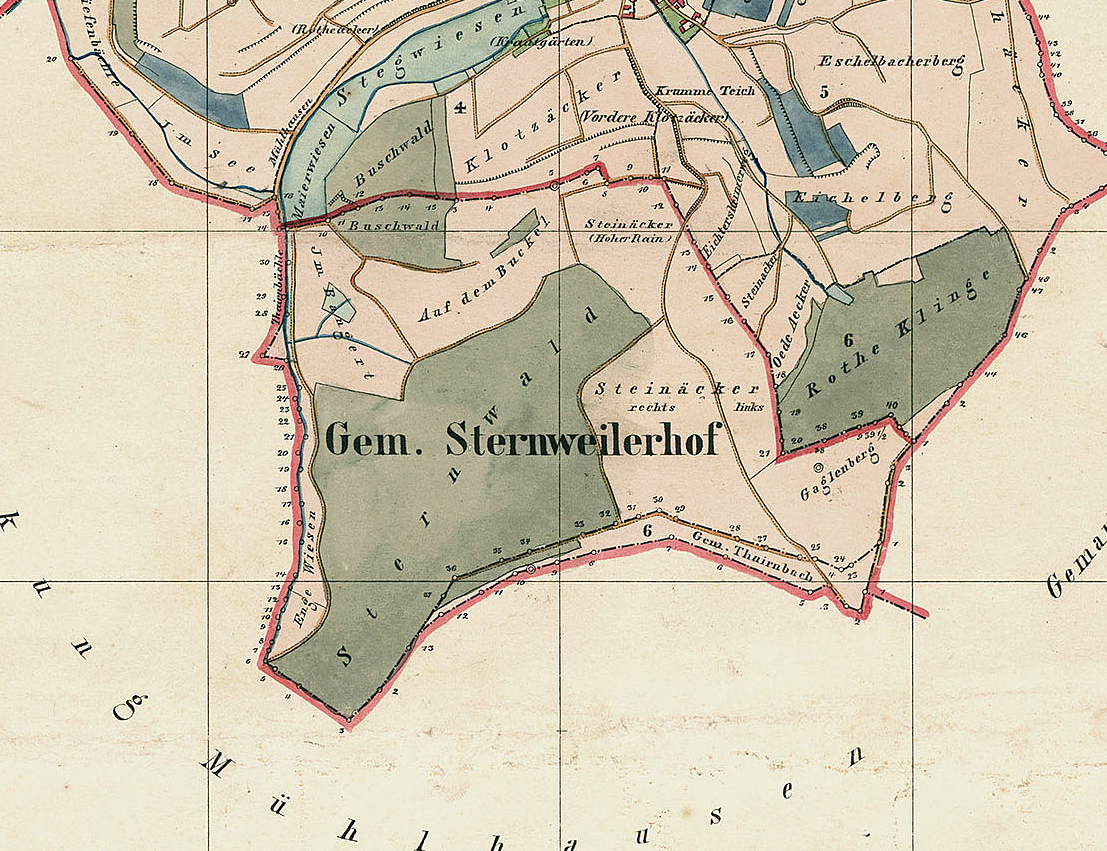
Gemarkung Sternweilerhof, Stand 1878

Der Sternweilerhof ist eine Wüstung im Nordwesten von Baden-Württemberg. Sie liegt auf dem Gebiet der Gemeinde Mühlhausen im Rhein-Neckar-Kreis.
Der Hof lag im Süden von Tairnbach am linken Ufer des gleichnamigen Baches. Erstmals urkundlich erwähnt wurde er 1399, als Raban, der Bischof von Speyer die Herren von Hirschhorn von einer Gült befreite, die das Kloster Schönau ihnen als Pächter auferlegt hatte. Die letzte Bezeugung stammt von 1722, spätestens 1740 wurde er verlassen. Sein Gelände ist mittlerweile von einem Industriegebiet überbaut worden. Der Hof hatte auch eine eigenständige Gemarkung gebildet, die aber 1905 aufgelöst worden war.
Möglicherweise war Glismutehusen sein Vorläufer.